# Ілва-Маре
Ілва-Маре (рум. Ilva Mare) — село у повіті Бистриця-Несеуд в Румунії. Адміністративний центр комуни Ілва-Маре.
Село розташоване на відстані 338 км на північ від Бухареста, 38 км на північний схід від Бистриці, 117 км на північний схід від Клуж-Напоки.

## Населення
За даними перепису населення 2002 року у селі проживали 1968 осіб. Рідною мовою 1967 осіб (99,9%) назвали румунську.
Національний склад населення села:
| Національність | Кількість осіб | Відсоток |
| -------------- | -------------- | -------- |
| румуни         | 1937           | 98,4%    |
| цигани         | 30             | 1,5%     |